# Iantarny
 (novembre 2016).
Le contenu est difficilement compréhensible vu les erreurs de traduction, qui sont peut-être dues à l'utilisation d'un logiciel de traduction automatique.
Iantarny (en russe : Янта́рный ; en allemand : Palmnicken ; en lituanien : Palvininkai ; en polonais : Palmniki) est une commune urbaine de l'oblast de Kaliningrad, en Russie.

## Géographie

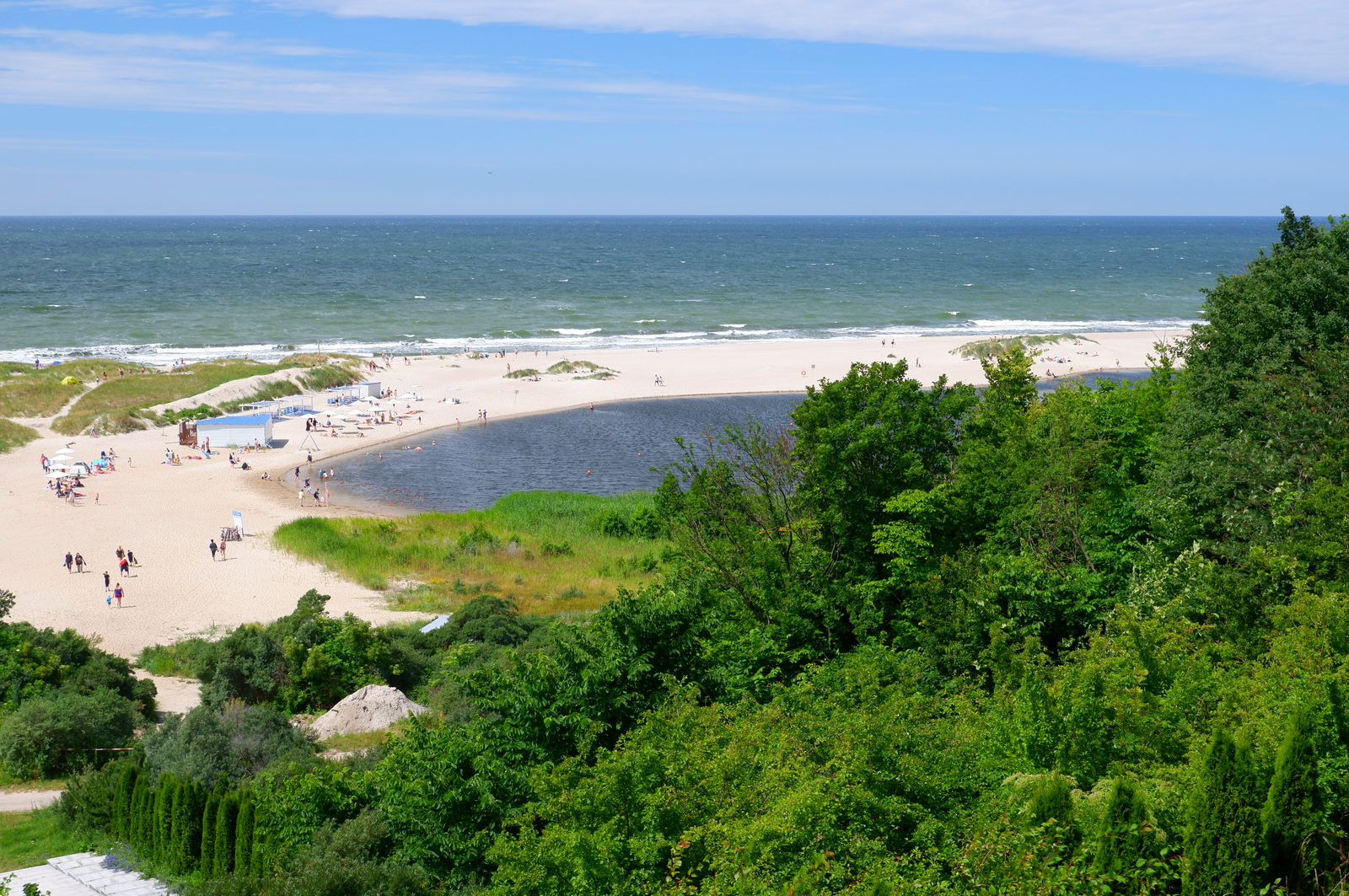
La côte Baltique près de Iantarny.

La localité se situe dans le nord-ouest de la région historique de Prusse, sur la bordure occidentale de la péninsule de Sambie, à environ 40 kilomètres de Kaliningrad. Sa population est de 5 524 habitants en 2010.

## Histoire
La ville est fondée en 1234 par les chevaliers teutoniques pendant les croisades baltes, sur le site d'une ancienne colonie prussienne. Ils nomment le lieu Palwenicken. Le village devient territoire du duché de Prusse en 1525 ; durant la guerre de Trente Ans, des troupes suédoises occupent la région. Ensuite, Palmnicken appartient à l'État de Brandebourg-Prusse puis, à partir de 1701, au royaume de Prusse. Des forces russes ont occupé les lieux pendant la guerre de Sept Ans, de 1758 à 1762.
Après le congrès de Vienne, le village est incorporé dans l'arrondissement de Fischhausen, dans le district de Königsberg au sein de la Prusse-Orientale. Il est un lieu important pour son industrie d'extraction d'ambre. Au début du XXe siècle, le village devint une station balnéaire populaire.

### Massacre de Palmnicken

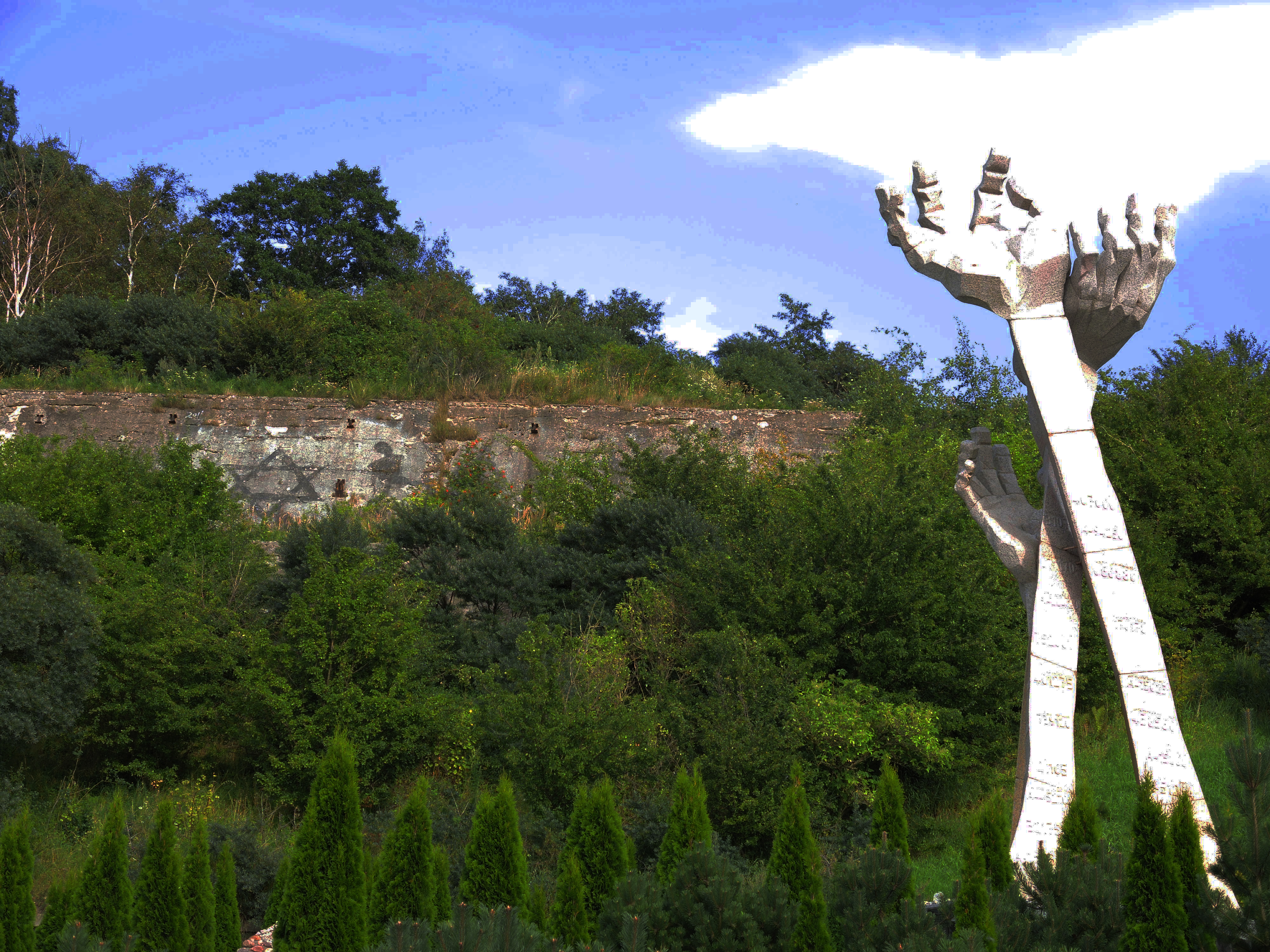
Mémorial du massacre.

Vers la fin de la Seconde Guerre mondiale, à la suite de l'avancée de l'Armée rouge, les prisonniers des camps satellites du camp de concentration du Stutthof sont envoyés à Palmnicken. Seulement 3 000 prisonniers sur 7 500 survivent aux Marches de la mort. La plupart sont des femmes juives originaires de Pologne et de Hongrie. Les Allemands décident de les murer vivants dans le tunnel d'une mine d'ambre. Ce plan ne sera pas mis en place face à l'opposition du dirigeant de la mine. Le 31 janvier 1945, les SS amènent alors les prisonniers sur la plage de Palmnicken où ils seront abattus dans la mer Baltique. Seulement 33 prisonniers réussiront à y réchapper.
Un mémorial pour commémorer les victimes est inauguré en janvier 2011. Il est l'œuvre de l'artiste Frank Meisler (de). La même année, le mémorial est vandalisé avec des slogans antisémites.
Après la guerre, la population allemande restante est expulsée. Le lieu est rebaptisé Jantarny (d'après russe : Янтарь, « ambre »).

## Amber Beach Festival
En 2010, la ville accueille le festival international de musique d'Amber Beach.